# Damian Żurek
Damian Żurek, född 17 september 1999 i Tomaszów Mazowiecki, är en polsk skridskoåkare.

## Karriär
I januari 2024 tog Żurek guld tillsammans med Marek Kania och Piotr Michalski i lagsprint vid EM i Heerenveen.

## Personliga rekord
| Distans     | Tid     | Datum            | Plats                               |
| ----------- | ------- | ---------------- | ----------------------------------- |
| 500 meter   | 34,07   | 26 januari 2025  | Olympic Oval, Calgary               |
| 1 000 meter | 1.07,19 | 25 januari 2025  | Olympic Oval, Calgary               |
| 1 500 meter | 1.47,93 | 22 oktober 2023  | Max Aicher Arena, Inzell            |
| 3 000 meter | 4.08,64 | 12 november 2016 | Sportforum Hohenschönhausen, Berlin |
| 5 000 meter | 7.51,53 | 4 februari 2018  | Błonie, Sanok                       |